# SCR 1845-6357 B
SCR 1845-6357 B – brązowy karzeł typu widmowego T, stanowiący układ podwójny (SCR 1845-6357) z gwiazdą SCR 1845-6357 A. Krąży w odległości ok. 4,5 au od gwiazdy. Jego masa szacowana jest na 25-65 mas Jowisza, a promień na 0,7 ± 0,1 promieni Jowisza. Jego odkrycie ogłoszono w 2006 roku.